# کلیفورد (فیلم)
کلیفورد (انگلیسی: Clifford) فیلمی است که در سال ۱۹۹۴ منتشر شد. از بازیگران آن می‌توان به چارلز گرودین، مری استینبورگن و دابنی کلمن اشاره کرد.